# Pécy
Pécy település Franciaországban, Seine-et-Marne megyében. Lakosainak száma 844 fő (2022. január 1.). Pécy Vaudoy-en-Brie, La Croix-en-Brie, Gastins, Jouy-le-Châtel, Saint-Just-en-Brie és Voinsles községekkel határos.

## Népesség
A település népességének változása:
| Lakosok száma | 837  | 850  | 874  | 863  | 857  | 851  | 845  | 846  | 844  |
|               | 2013 | 2015 | 2016 | 2017 | 2018 | 2019 | 2020 | 2021 | 2022 |